# Det er jo bare teater
Det er jo bare teater er en dansk dokumentarfilm fra 1973, der er instrueret af Lennart Fisker.

## Handling
Filmen viser, hvorledes børneteaterstykket Maskinen opfylder Arne Skovhus' krav om, at 'teater for børn skal anspore til kritisk tænkning'. Stykket spilles i baggårde på Vesterbro og Nørrebro. Udover optagelser fra selve stykket bringes der interview med Arne Skovhus, skuespillere, og børnepublikummet.